# 塞迈语支
塞迈语支或塞诺伊语支是一群亚斯里语支语言，由马来半岛3.3万原住民使用。该分类中的语言有：
塞迈语、特米亚尔语、拉诺语、萨宾语、塞姆南语。